# Activismo laboral en Japón

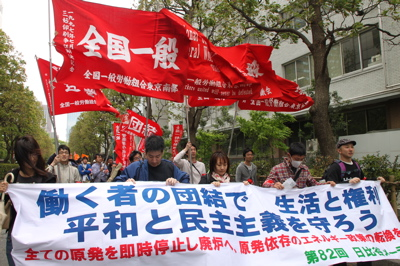
Union de maestros de la Universidad de Nambu

Los sindicatos surgieron en Japón en la segunda mitad del Periodo Meiji (1869-1912), ya que el país se sometió a un periodo de industrialización rápida. Hasta 1945, sin embargo, el movimiento obrero permaneció débil, impedido por la carencia de derechos legales, legislación de la antiunión, consejos de la fábrica organizados por la dirección y divisiones políticas entre unionistas “cooperativos” y radicales.

## Yūaikai (Sōdōmei)
La guerra ruso-japonesa (1904-1905) fue un conflicto surgido por las ambiciones imperialistas rivales de la Rusia Imperial y Japón en Manchuria y Corea. Rusia era una gran potencia mundial con recursos potenciales muy superiores a los del pequeño Japón recién industrializado. El costo de la guerra para Japón fue devastador, tanto en el número de pérdidas humanas como en la estratosférica deuda necesaria para financiarla. Por lo tanto, el alto mando japonés estaba ansioso por negociar rápidamente el fin de la guerra y una oportunidad para buscar la paz en condiciones favorables llegó tras la aplastante victoria naval japonesa en Tsushima el 27 de mayo de 1905. Japón estaba ahora en posición de acercarse al presidente de los Estados Unidos, Theodore Roosevelt, con una solicitud de mediación, y la guerra terminó con el Tratado Portsmouth (New Hampshire) en septiembre de 1905. Como resultado de la guerra, Rusia cedió a Japón sus concesiones en el sur de Manchuria y renunció a sus intereses en Corea, pero la posición de Rusia en las negociaciones siguió siendo suficientemente fuerte para impedir que se le obligara a pagar reparaciones de guerra a Japón. Aunque este había ganado la guerra, muchos japoneses se sintieron decepcionados y así estallaron graves disturbios, sobre todo en el Parque Hibiya de Tokio.
Con la espontaneidad de dichos disturbios en 1905, se demostró la diversidad política de las protestas públicas sobre los políticos y los medios de comunicación populares en el Japón moderno.
Mientras que el estado usó los disturbios de Hibiya como una excusa para reprimir a activistas políticos, la fundación del Yūaikai (Sociedad Amistosa) por el convertido cristiano Suzuki Bunji en 1912, ayudó a precipitar un período del activismo de la unión.
La fundación de Suzuki se organizaba en los barrios de clase baja en Osaka y Tokio, que comenzaban a adquirir las características de una clase obrera industrial, pues la Primera Guerra Mundial (1914-1918) había abierto nuevos mercados para las industrias japonesas, con un momento político más liberal para permitir un interludio de activismo sindical sostenido en los sectores industriales pesados.
La riqueza del auge de la guerra, sin embargo, no se extendió uniformemente. Los disturbios por el arroz'a nivel nacional continuaron al final del auge en 1918 y llamaron la atención sobre las preocupaciones materiales de la clase obrera urbana. Esto ayudó a precipitar enérgicos movimientos de reforma encaminados a sofocar lo que los gerentes corporativos y los funcionarios gubernamentales temían cada vez más: ser un proletariado maduro para dar origen a movimientos izquierdistas.
Los organizadores del Yūaikai se beneficiaron del desarrollo de nuevas formas tradicionales de acción colectiva de clase baja (disputas no sindicales), así como de iniciativas empresariales, para reemplazar a los jefes laborales tradicionales por sistemas de control directivo directo. El éxito del Yūaikai entre 1912 y 1918 también se debió en parte a la aparición de lo que el historiador Andrew Gordon ha llamado una ideología de la democracia imperial, que permitió a los trabajadores (masculinos y femeninos) concebirse como poseedores de plenos derechos políticos dentro de un marco político que todavía los excluía.
El Yūaikai también estableció la primera organización femenina afiliada a sindicatos, que buscaba alentar a más mujeres a apoyar al movimiento obrero creando una organización dedicada a sus intereses. Aunque la Ley de Fábricas de 1916 había establecido normas mínimas de empleo para proteger a las mujeres y los niños, tenía disposiciones limitadas para su aplicación. Los directivos que buscan un mayor control sobre su fuerza de trabajo seguían teniendo el mayor éxito de autoridad sobre sus empleadas.
Las mujeres activistas afiliadas al Yūaikai trataron de ayudar a las mujeres asalariadas asesorándolas en las decisiones políticas y participando en huelgas clave a lo largo de los años veinte. El departamento de mujeres de Yūaikai estableció importantes precedentes para el activismo sindical de las mujeres, persuadiendo no más de unos pocos miles de mujeres asalariadas a unirse a los sindicatos.
A mediados de la década de 1920, el Yūaikai -renombrado Federación Japonesa de Partido Laborista (Nihon Rōdō Sōdōmei, o Sōdōmei para abreviar) en 1921- había crecido para representar a casi medio millón de trabajadores industriales en las áreas metropolitanas de Osaka y Tokio. 
A partir de 1918 hasta 1921, una onda de onflicctos laborales principales marcó el pico de poder de trabajo organizado. Se dio una depresión económica prolongada que siguió reducciones traídas en el empleo de la industria pesada. Las huelgas se intensificaron en 1921 cuando los organizadores convocaron una huelga exitosa de 30.000 trabajadores portuarios en los astilleros Kawasaki-Mitsubishi en Kobe.
A mediados y finales de la década de 1920, los dirigentes sindicales protagonizaron una serie de huelgas en los sectores de la industria pesada y del transporte que atrajeron la atención nacional y dieron lugar a una serie de campañas coordinadas sin precedentes para el cambio político.

## Movimiento obrero
A pesar de la oposición conservadora para la alianza emergente entre partidos de izquierdas y del trabajo organizado, las uniones eran una fuerza significativa detrás de la exitosa campaña para el sufragio masculino universal que culminó en 1925 y amplió el voto a los hombres de veinte años.
Mientras que el Yūaikai abogó por la cooperación entre el trabajo y la administración y promovió una política moderada de ayuda mutua y educación de los trabajadores, Sōdōmei pronto adoptó una agenda más radical y militante enfatizando la lucha de clases. Esta radicalización reflejó la dramática expansión industrial que tuvo lugar en Japón a principios del siglo XX, especialmente durante y después del auge de la guerra estimulada por la Primera Guerra Mundial. La mano de obra de fábrica de los trabajadores masculinos de la industria pesada creció rápidamente. Los trabajadores militantes desafiaron la política de conciliación del Yūaikai. Y la influencia del marxismo, el leninismo y el comunismo después de la revolución bolchevique de 1917 en Rusia contribuyó enormemente a aumentar la atracción de las ideologías de izquierda.
A mediados de la década de 1920, el movimiento obrero nacional reclamó casi medio millón de miembros. Además de organizar huelgas y otras actividades de protesta, los sindicatos se unieron a otros izquierdistas para promover actividades de divulgación, tales como organizaciones juveniles y escuelas cooperativas. 
En parte como respuesta a esta agitación -y en parte estimulada por el cambio de las tecnologías de producción y las nuevas teorías de las prácticas laborales-, el Estado y el sector privado intensificaron su imposición de sistemas jerárquicos de control. Todo ello sumado a la represión absoluta, sobre todo después de la adopción de la Ley de Preservación de la Paz en 1925. En conjunto, las Leyes de Preservación de Seguridad Pública impuestas durante el Imperio de Japón tuvieron como objetivo suprimir a cualquier disidente político bajo la interpretación del gobierno.
La Ley de Preservación de la Paz de 1925 dictaba: cualquiera que formase en asociación con el objetivo de alterar el Sistema del Kokutai o la Propiedad privada, o cualquier que se haya unido a una asociación con este conocimiento de causa, será metido en prisión por un tiempo que excederá los diez años.
Esto convirtió la década de 1920 y principios de 1930 en un período de protesta laboral intensa, pero cada vez más inútil. Esta confrontación fue agravada, por supuesto, por la inexorable marcha a la guerra total que precedió a la invasión de Japón de Manchuria en 1931.
Sōdōmei continuó hasta 1940, convirtiéndose en el sindicato de pre-guerra de Japón con la supervivencia más larga. Su durabilidad fue facilitada por la creciente entrada de la derecha. A partir de mediados de la década de 1920, la federación experimentó divisiones y la separación de los sindicatos izquierdistas y moderados.
En la década de 1930, volvió a respaldarse con la colaboración del estado y la clase directiva, que ahora presidía una economía que estaba cada vez más dirigida a la producción para la guerra. En 1940, Sōdōmei y otros sindicatos aún existentes fueron disueltos por el gobierno y absorbidos por la ultranacionalista Asociación Industrial para Servir a la Nación (Sangyō Hōkokukai, popularmente conocida como Sampō), la cual enfatizó la importancia de la armonía en las relaciones de capital de trabajo y “familia” de cada empresa. Era la organización de los trabajadores patrocinados por el gobierno, como la parte de una reorganización nacional de todas las organizaciones civiles bajo la dirección del gobierno central y como un medio de controlar elementos radicales en el personal. Sampō permaneció existente al final de la guerra.